# Surodchana Khambao
Surodchana Khambao (23 de dezembro de 1999) é uma halterofilista tailandesa, medalhista olímpica.

## Carreira
Khambao competiu nos Jogos Asiáticos Indoor e de Artes Marciais de 2017, realizados em Ashgabat, Turcomenistão, no evento feminino de 53 kg, sem ganhar uma medalha. Ela terminou em 5º lugar. Em 2018, Khambao ganhou todas as três medalhas de ouro no evento feminino de 53 kg no Campeonato Mundial Júnior de Halterofilismo realizado em Tashkent, Uzbequistão. Ela também ganhou a medalha de bronze no evento feminino de 53 kg nos Jogos Asiáticos de 2018, realizados em Jacarta, Indonésia.
Khambao terminou em 4º lugar no evento feminino de 49 kg no Campeonato Mundial de Halterofilismo de 2023, realizado em Riad, Arábia Saudita. Khambao ganhou a medalha de bronze na categoria feminina de 49 kg nas Olimpíadas de Verão de 2024, realizadas em Paris, França. Ela estava 1 kg à frente da indiana Saikhom Mirabai Chanu, que terminou em quarto lugar.